# STS-116
STS-116 désigne une mission de la navette spatiale américaine Discovery destinée à poursuivre l'assemblage de l'ISS. Elle s'est déroulée entre le 10 et le 22 décembre 2006.
Il devrait s'agir du dernier lancement de navette réalisé depuis le pas de tir 39B du centre spatial Kennedy car celui-ci sera ensuite affecté au programme Constellation. Toutefois, en 2009, lors du vol STS-125 affecté à l'entretien du télescope spatial Hubble (pour lequel l'équipage n'aura pas la possibilité de se réfugier à bord de l'ISS en cas d'avarie), il accueillera une seconde navette prête à porter secours à la première.
Cette mission présente aussi la particularité d'emmener dans l'espace le premier astronaute suédois, Christer Fuglesang.

## Équipage
- Commandant : Mark Polansky (2)  États-Unis
- Pilote : William Oefelein (1)  États-Unis
- Spécialiste de mission 1 : Nicholas Patrick (1)  États-Unis
- Spécialiste de mission 2 : Robert Curbeam (3)  États-Unis
- Spécialiste de mission 3 : Christer Fuglesang (1) ESA  Suède
- Spécialiste de mission 4 : Joan Higginbotham (1)  États-Unis

Uniquement à l'aller :
- Ingénieur de vol Sunita Williams (1)  États-Unis

Uniquement au retour :
- Ingénieur de vol Thomas Reiter (2) ESA  Allemagne

Le chiffre entre parenthèses indique le nombre de vols spatiaux effectués par l'astronaute, STS-116 inclus.

## Objectifs
Les deux objectifs principaux étaient l'installation de la structure P5 et l'activation des systèmes permanents de climatisation et d'alimentation électrique.
En outre, ce vol a permis de remplacer Thomas Reiter par Sunita Williams au sein de l'Expédition 14.
Enfin, quatre petits satellites artificiels ont été déployés après le désamarrage d'avec l'ISS.

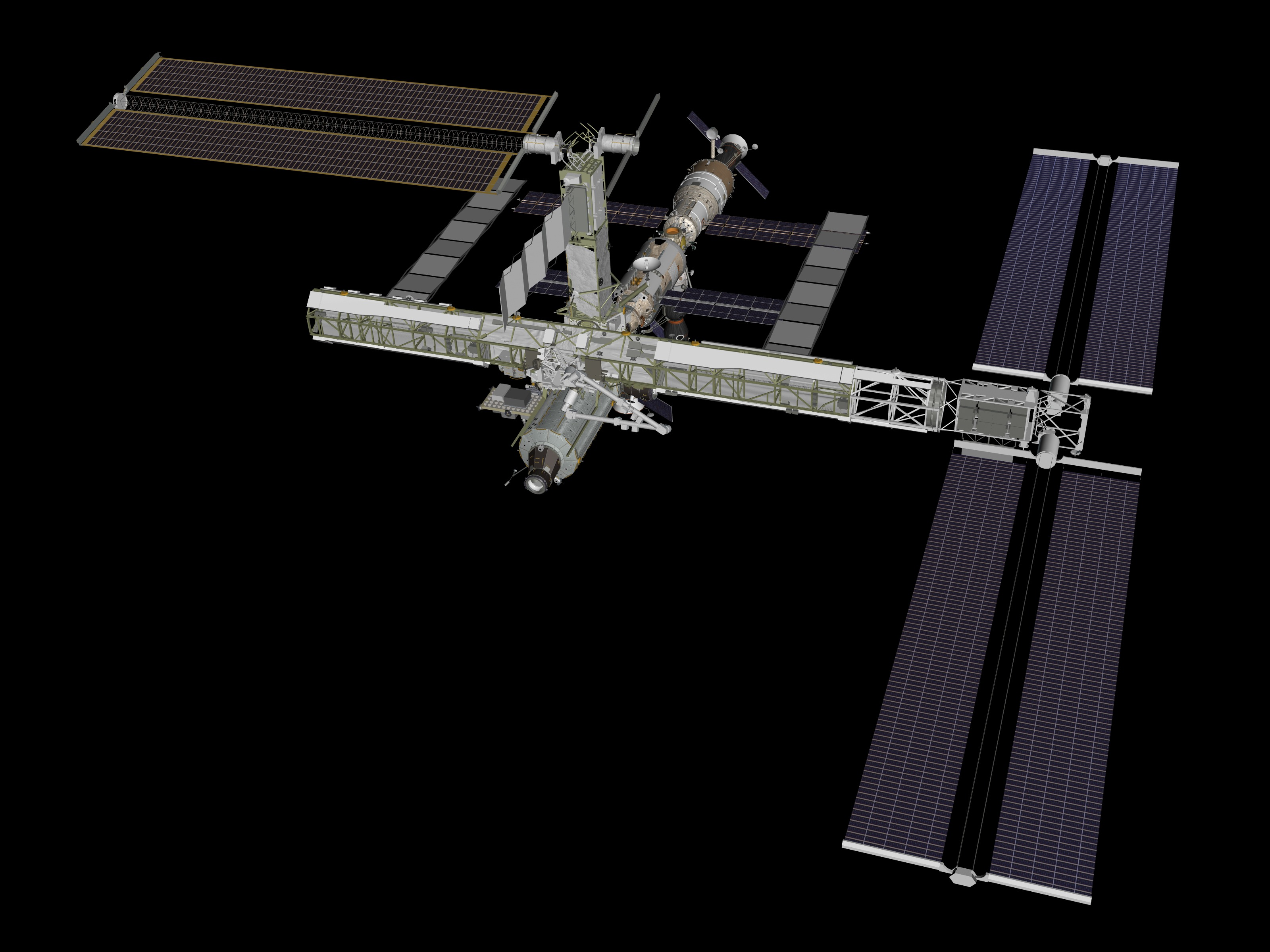
L'ISS à la fin de la mission STS-116 (image de synthèse)

## Déroulement

### La fenêtre de lancement
Initialement, la mission STS-116 devait débuter le 14 décembre 2006 mais la NASA a décidé d'avancer le départ au 8 décembre pour permettre à ses employés de partir en vacances. Cette décision a impliqué un lancement de nuit, ce qui limitait la possibilité de détecter d'éventuelles chutes de mousse isolante provenant du réservoir externe au cours de l'ascension du vaisseau. Toutefois, étant donné les progrès constatés au cours des vols STS-121 et STS-115, l'agence spatiale américaine a estimé que les lancements de jour n'étaient désormais plus indispensables.
La fenêtre de lancement se refermait le 17 décembre car la NASA ne voulait pas que la navette soit sur orbite lors du passage à la nouvelle année. En effet, les ordinateurs du véhicule ne sont pas conçus pour cela et auraient considéré le 1er janvier 2007 comme le 366e jour de l'année 2006, ce qui aurait pu causer un problème de synchronisation avec les ordinateurs du centre de contrôle. Si Discovery n'était pas partie avant cette date, une reprogrammation de ses ordinateurs aurait donc été indispensable mais la fenêtre de tir aurait alors été étendue jusqu'au 26 décembre.

### Préparatifs de la mission
Discovery a été amenée au Vehicle Assembly Building le 31 octobre. Le lendemain, elle a été dressée à la verticale puis fixée à son réservoir externe, lui-même équipé de ses deux boosters. La navette a ensuite été amenée au pas de tir 39B le 9 novembre.
Le 16 novembre, la NASA a procédé à un essai statique de nuit d'un booster afin de préparer au mieux le suivi du décollage de Discovery par les caméras du Kennedy Space Center. Ce test entrait aussi dans le cadre du développement du lanceur Ares 1 (dont le premier étage sera un booster modifié).
Une tentative de rehaussement de l'orbite de l'ISS à l'aide d'un vaisseau Progress a échoué le 29 novembre, le système de commande de vol de la station ayant interrompu la manœuvre au bout de 78 secondes, au lieu des 1102 prévues. L'opération avait pour but de créer des conditions optimales pour l'arrivée de la navette américaine. Malgré cet échec, les ingénieurs de l'agence spatiale russe estimaient que l'altitude de l'ISS était suffisante pour l'amarrage de Discovery mais, à l'initiative de la NASA, un nouvel essai a tout de même été programmé pour le 4 décembre et s'est déroulé sans encombre.

### Lancement et premier jour de vol

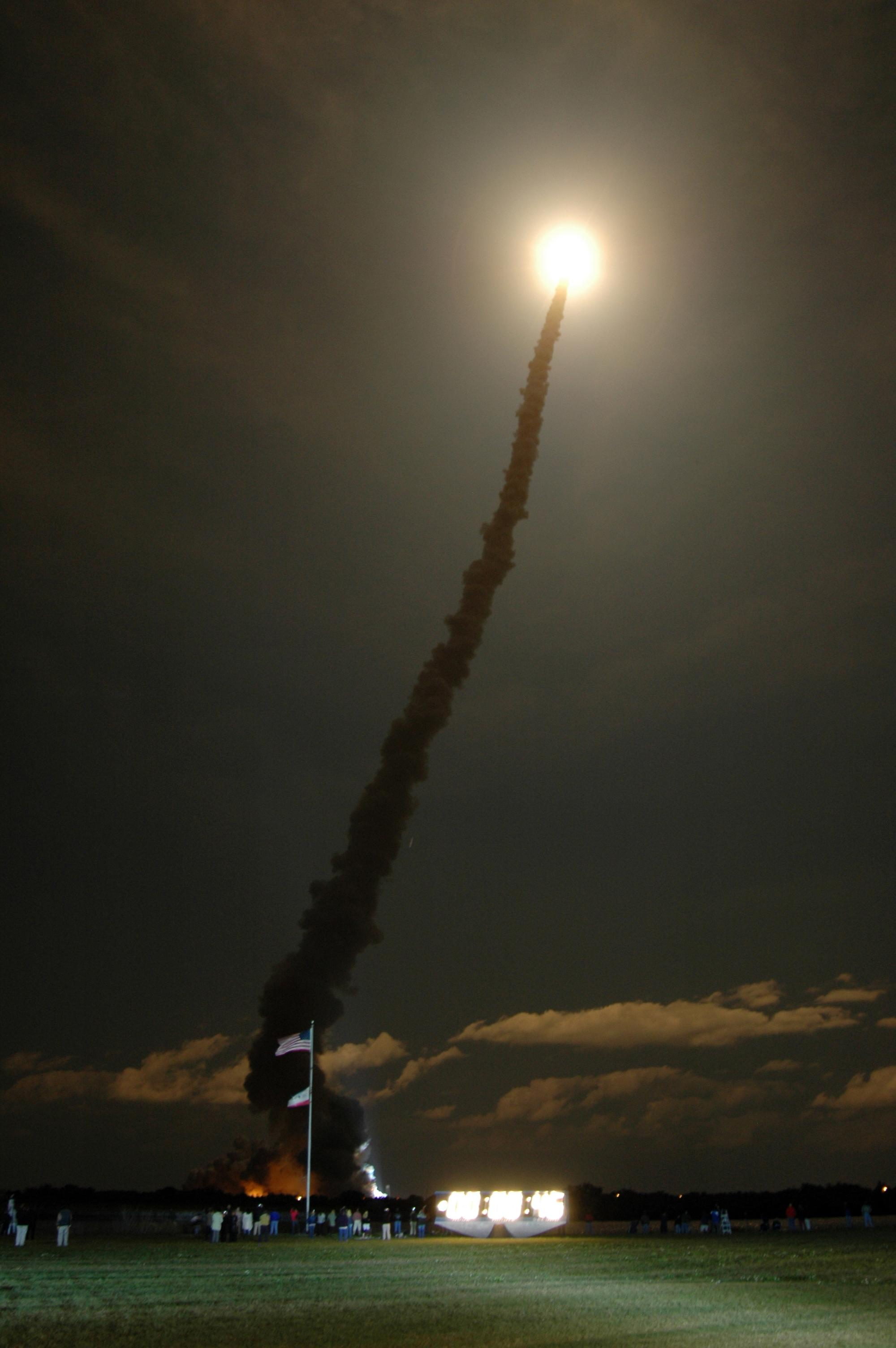
Décollage de nuit de la navette Discovery

D'abord programmé pour le 8 décembre à 2h35 UTC, le lancement a été reporté au dernier moment en raison des conditions météorologiques. En effet, la présence de nuages bas réduisait fortement la visibilité, à la fois pour surveiller l'ascension de la navette mais aussi pour permettre aux astronautes de repérer la piste en cas d'atterrissage d'urgence.
La navette Discovery a finalement décollé le 10 décembre à 1h47 UTC. Les premières analyses des images enregistrées par les caméras au sol et embarquées semblent rassurantes : apparemment, aucun gros morceau de mousse isolante ne s'est détaché du réservoir externe.

### Deuxième jour de vol
Le deuxième jour de vol a débuté pour les astronautes le 10 décembre à 15h47 UTC. La principale tâche de la journée a été l'inspection du bouclier thermique de l'orbiteur à l'aide de la perche OBSS.

### Troisième jour de vol (amarrage à l'ISS)
Le troisième jour de vol a commencé pour les astronautes le 11 décembre à 15h18 UTC. Après son "salto" arrière désormais habituel, Discovery s'est amarré à la Station spatiale internationale à 22h12 UTC. Les deux équipages se sont rejoints à 23h54 UTC lors de l'ouverture de la trappe entre la navette et la station. Ils ont ensuite travaillé ensemble pour inspecter la protection thermique de l'orbiteur et sortir la poutre P5 de la soute à l'aide des bras robotique Canadarm et Canadarm 2. Enfin, Robert Curbeam et Christer Fuglesang se sont préparés à leur première sortie extravéhiculaire en respirant de l'oxygène pur afin de purger l'azote de leur organisme.

### Quatrième jour de vol (première EVA)
Le quatrième jour de vol a commencé pour les astronautes le 12 décembre à 15h47 UTC. Il a été essentiellement marqué par la sortie extravéhiculaire de 6 heures et 36 minutes effectuée par Curbeam et Fuglesang. L'objectif principal de cette EVA était l'installation de la poutre P5. Les deux astronautes ont été assistés dans cette tâche par leur collègue Joan Higginbotham qui pilotait le bras robotique de la station.

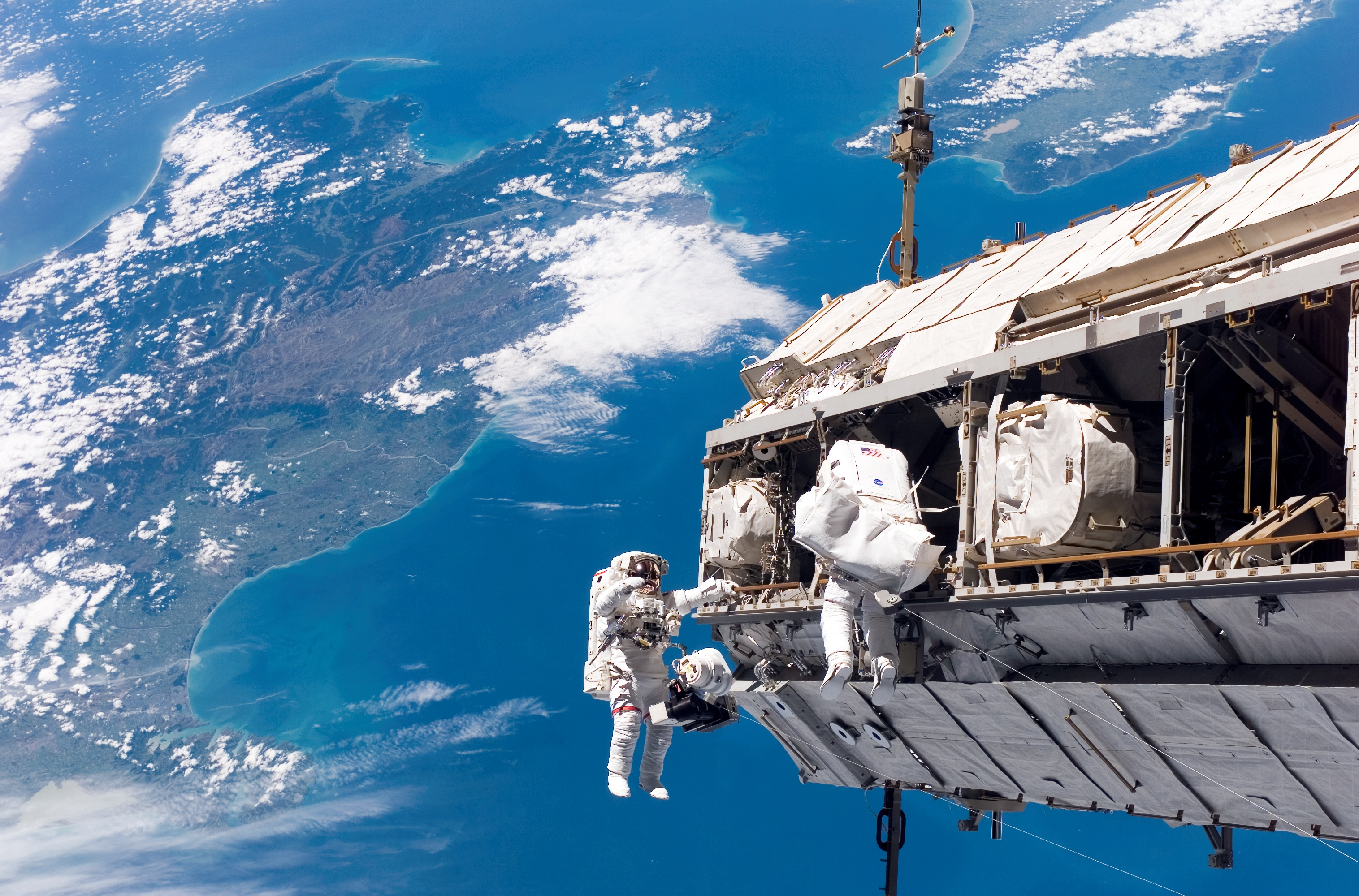
Sortie extravéhiculaire du 12 décembre, avec Robert Curbeam (à gauche) et Christer Fuglesang (à droite). en arrière plan on distingue la Nouvelle-Zélande.

### Cinquième jour de vol
Le cinquième jour de vol a débuté pour les astronautes le 13 décembre à 15h21 UTC. Les panneaux solaires portés par la poutre P6 ont été rétractés afin de permettre la rotation de ceux portés par la structure P3/P4 installée lors de la mission STS-115. Cependant, l'opération ne s'est pas très bien déroulée, les panneaux se montrant récalcitrants. Elle a été stoppée à 00h50 UTC.

### Sixième jour de vol (deuxième EVA)
Le sixième jour de vol a débuté pour les astronautes le 14 décembre à 15h19 UTC. Curbeam et Fuglesang ont effectué leur deuxième sortie extravéhiculaire au cours de laquelle ils ont commencé à mettre en place le système d'alimentation électrique permanent de la station. Ces travaux ont permis d'utiliser pour la première fois l'énergie produite par les panneaux solaires portés par la portion de poutre P3/P4. L'EVA a été réalisée en exactement 5 heures.

### Septième jour de vol
Le septième jour de vol était un jour de repos, en particulier pour Robert Curbeam et Christer Fuglesang. Le reste de l'équipage a fait du nettoyage et a entamé les préparatifs pour la sortie dans l'espace du lendemain. Les astronautes se sont aussi livrés à deux exercices traditionnels : la photo de groupe et la conférence de presse commune avec l'équipage de l'ISS.

## Réveils musicaux
La coutume veut que les astronautes soient réveillés par une chanson généralement choisie spécialement pour l'un d'entre eux et la mission STS-116 ne déroge pas à la règle.
- Deuxième jour : Here Comes the Sun des Beatles pour Mark Polansky.
- Troisième jour : Beep Beep de Louis Prima pour Sunita Williams.
- Quatrième jour : Waterloo d'ABBA pour Christer Fuglesang.
- Cinquième jour : Suavemente d'Elvis Crespo pour Joan Higginbotham.
- Sixième jour : Under Pressure de Queen et David Bowie pour Robert Curbeam.
- Septième jour : Low Rider de War pour William Oefelein.
- Huitième jour : Fanfare for the Common Man d'Aaron Copland (jouée par l'orchestre philharmonique de Londres) pour Nicholas Patrick.
- Neuvième jour : Le Beau Danube bleu de Johann Strauss (jouée par l'orchestre philharmonique de Vienne) pour Christer Fuglesang.
- Dixième jour : Good Vibrations des Beach Boys pour tout l'équipage.
- Onzième jour : Zamboni de Gear Daddies (en) pour William Oefelein.
- Douzième jour : Say You'll Be Mine de Christopher Cross pour Thomas Reiter.
- Treizième jour : The Road Less Travelled de Joe Sample pour tout l'équipage.
- Quatorzième jour : Home for the Holidays de Perry Como pour tout l'équipage.